# 6-Stunden-Rennen auf dem Nürburgring 1973

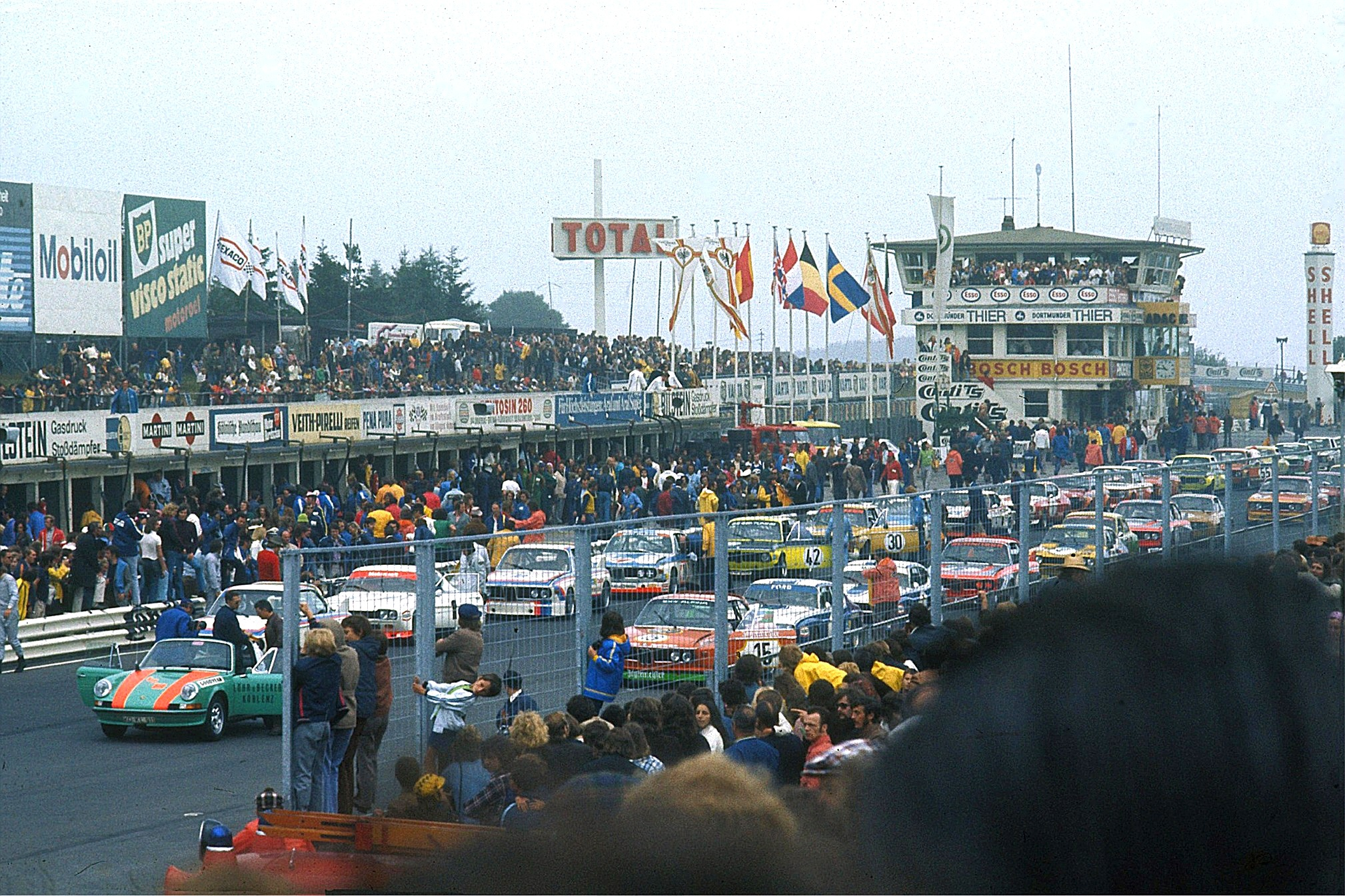
Wenige Minuten vor dem Rennstart

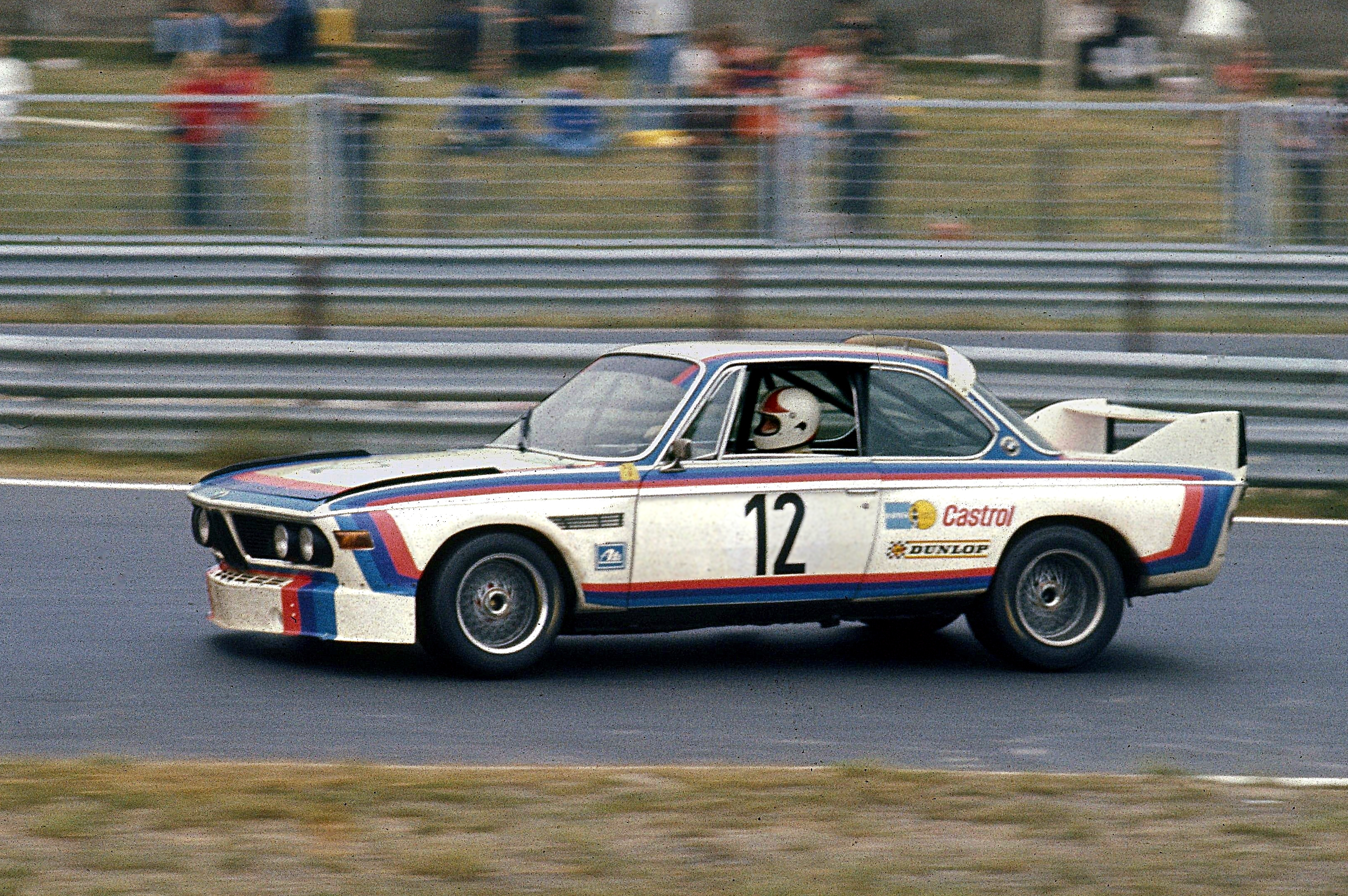
Siegerwagen BMW 3.0 CSL mit der Startnummer 12, gefahren von Chris Amon (am Steuer) und Hans-Joachim Stuck

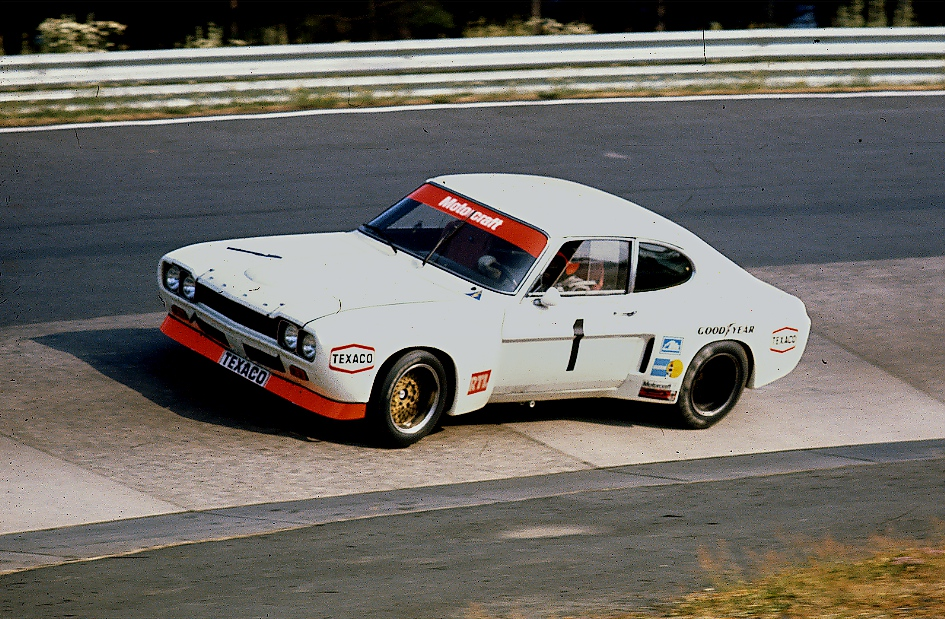
Ford Capri RS 2600 LW von Emerson Fittipaldi (am Steuer) und Jackie Stewart im Caracciola-Karussell

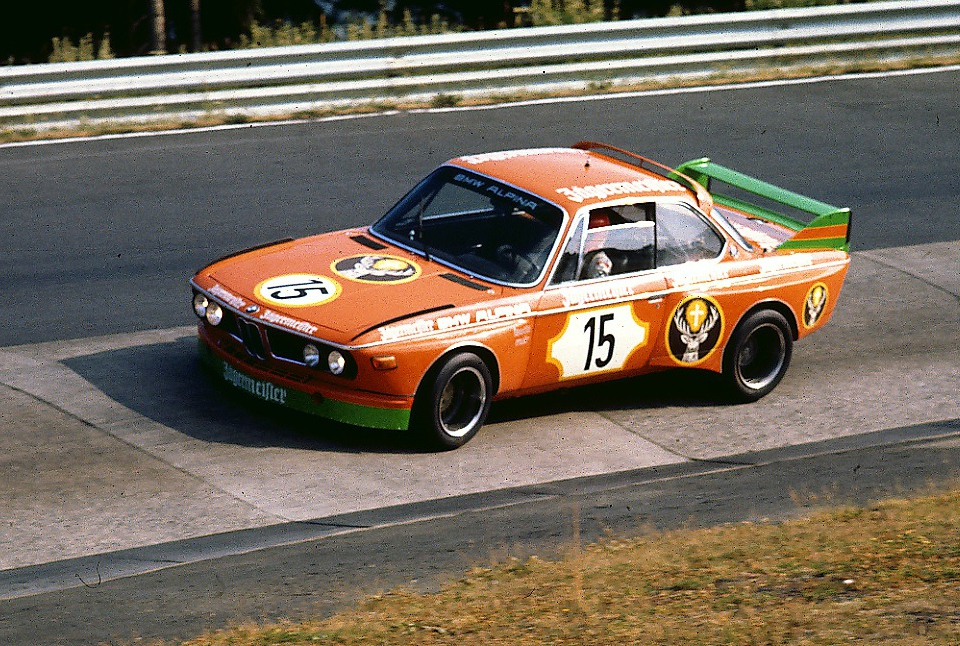
Erneut das Caracciola-Karussell, diesmal Niki Lauda im drittplatzierten BMW

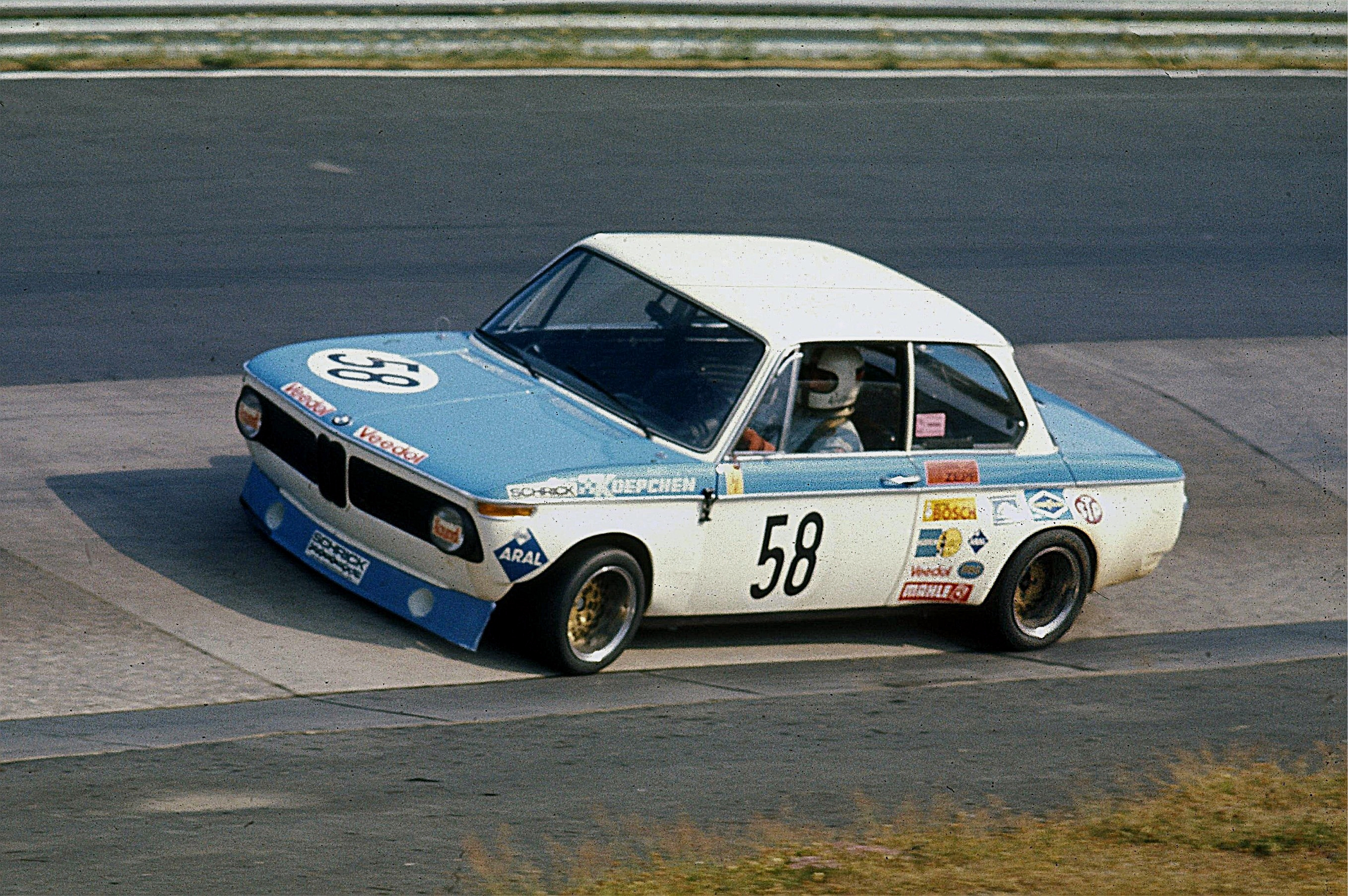
Helmut Kelleners im Koepchen-BMW 2002

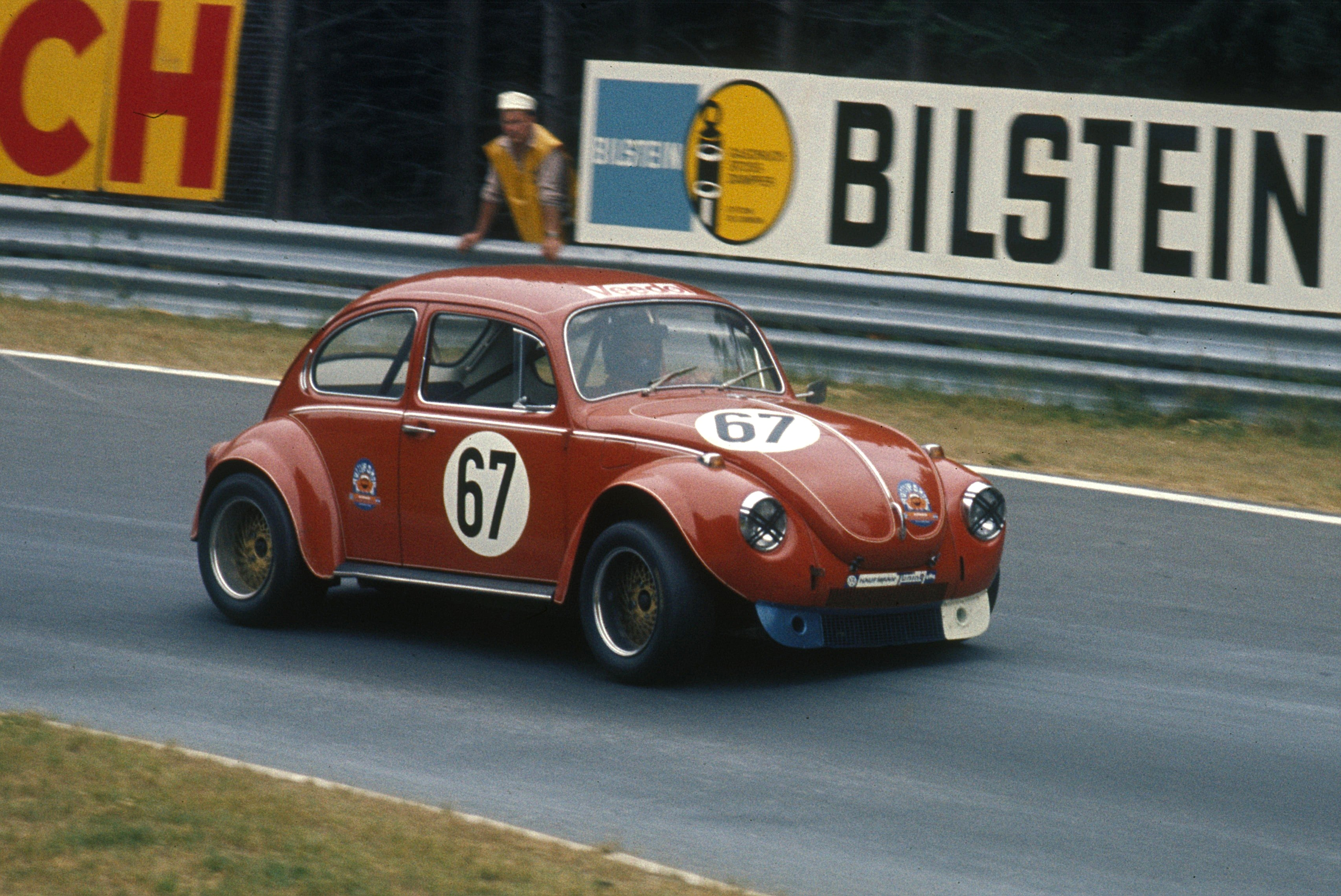
Eine Rarität auf der Rundstrecke, der VW Käfer von Dieter Götting und Werner Rohr

Das 6-Stunden-Rennen auf dem Nürburgring 1973, auch  Großer Preis der Tourenwagen 1973, fand am 8. Juni auf der Nordschleife des Nürburgrings statt und war der vierte Wertungslauf der Tourenwagen-Europameisterschaft dieses Jahres.

## Das Rennen
Das Rennen auf dem Nürburgring war in der Nachbetrachtung einer der Höhepunkte des Tourenwagensports in den 1970er-Jahren. Die Rennabteilungen von BMW in München und der Ford-Werke in Köln bauten immer leistungsstärkere Rennwagen und engagierten damalige Formel-1-Piloten für ihre Rennteams. Ford-Rennleiter Mike Kranefuss sorgte für eine sportliche Sensation, als er die beiden Formel-1-Weltmeister Jackie Stewart und Emerson Fittipaldi als Fahrerduo im Ford Capri RS 2600 LW mit der Startnummer 1 präsentierte. Fittipaldi war der aktuelle Weltmeister und Stewart, der Titelträger von 1969 und 1971, war 1973 auf dem Weg zur dritten Weltmeisterschaft. Knapp zwei Monate später gewann er auf dem Nürburgring im Tyrrell 006 den Großen Preis von Deutschland, es war sein 27. Grand-Prix-Erfolg. Weitere Ford-Werksbesatzungen waren John Fitzpatrick/Gérard Larrousse und Dieter Glemser/Jochen Mass. Weitere Fords waren unter anderem die Vorjahresmodelle von Grab Ford Siegen für Karl-Ludwig Weiss und Klaus Ludwig sowie der Capri RS 2600 von Klaus Fritzinger und Hans Heyer. Der Wagen war Baujahr 1972, hatte aber den neuen 3-Liter-V6-Werksmotor. 
Den Ford gegenüber standen die BMW 3.0 CSL und 2002 des Werksteams sowie der Rennmannschaften von Alpina und Schnitzer. Zum Fahrerkader zählten unter anderem die drei Österreicher Dieter Quester, Harald Ertl und Niki Lauda, Hans-Joachim Stuck, Chris Amon, Toine Hezemans, Brian Muir, Vittorio Brambilla, Henri Pescarolo und Hans-Peter Joisten, der beim folgenden Meisterschaftslauf, dem 24-Stunden-Rennen von Spa-Francorchamps, tödlich verunglückte.
Während BMW einen Dreifachsieg einfuhr, endete die Veranstaltung für Ford in einem Debakel. In der zwölften Runde verunfallte Dieter Glemser nach einem Lenkungsdefekt im Wagen mit der Startnummer 3. Fünf Runden später musste Emerson Fittipaldi seinen Ford mit Getriebeschaden abstellen. Der zweite Gang ließ sich nicht mehr einlegen. Jochen Mass lag an der zweiten Stelle der Gesamtwertung, als er beim Überrunden mit dem Morris Mini Cooper der Zimmer-Brüder kollidierte. Mass stieg aus, um den Schaden zu begutachten. Er konnte keine wesentlichen Veränderungen feststellen und fuhr weiter. Wenige Minuten später verlor er die Herrschaft über den Wagen und verunfallte wie Glemser zuvor. Der letzte gut platzierte Ford war das Fahrzeug von Fritzinger und Heyer, das ebenfalls an der zweiten Gesamtstelle lag, als die vordere Aufhängung brach.
Hans-Joachim Stuck und Chris Amon siegten im Werkswagen mit einer Runde Vorsprung auf die Teamkollegen Toine Hezemans, Dieter Quester und Harald Menzel. Bereits vier Runden Rückstand hatten die Drittplatzierten Hans-Peter Joisten und Niki Lauda. Die Rennklasse der Division gewannen Spartaco Dini und Carlo Facetti im Werks-Alfa Romeo 2000 GTAm und setzten sich dabei gegen die favorisierten BMW 2002 und Ford Escort durch.

## Ergebnisse

### Schlussklassement
| 1               | Div. 2 | 12  | BMW Motorsport                   | Hans-Joachim Stuck Chris Amon                 | BMW 3.0 CSL                | 42 |
| 2               | Div. 2 | 10  | BMW Motorsport                   | Toine Hezemans Dieter Quester Harald Menzel   | BMW 3.0 CSL                | 41 |
| 3               | Div. 2 | 15  | Jägermeister Alpina Racing       | Hans-Peter Joisten Niki Lauda                 | BMW 3.0 CSL                | 38 |
| 4               | Div. 1 | 26  | Autodelta S.p.A.                 | Spartaco Dini Carlo Facetti                   | Alfa Romeo 2000 GTAm       | 38 |
| 5               | Div. 2 | 6   | Grab Ford Siegen                 | Karl-Ludwig Weiss Klaus Ludwig                | Ford Capri RS 2600         | 38 |
| 6               | Div. 1 | 61  | Toyota AG Schweiz                | Ove Andersson Freddy Kottulinsky              | Toyota Celica GT           | 38 |
| 7               | Div. 1 | 30  | Team Schnitzer Motul             | Albrecht Krebs Harald Ertl                    | BMW 2002                   | 37 |
| 8               | Div. 1 | 27  | Autodelta S.p.A.                 | Massimo Larini Teodoro Zeccoli                | Alfa Romeo 2000 GTAm       | 37 |
| 9               | Div. 1 | 71  | Dieter Hegels                    | Dieter Hegels Karl-Heinz Tibor                | BMW 1602                   | 36 |
| 10              | Div. 2 | 9   | Team Europa-Möbel                | Klaus Fritzinger Hans Heyer                   | Ford Capri RS 2600         | 36 |
| 11              | Div. 1 | 63  | Rheydter Club für Motorsport     | Walter Prüser Friedhelm Theissen              | BMW 1602                   |    |
| 12              | Div. 1 | 93  | Touren- und Sportwagen Stahlberg | Dieter Meyer Michael Bischoff                 | Alfa Romeo 1300 GTA Junior | 35 |
| 13              | Div. 1 | 48  | Koepchen BMW Tuning              | Heinrich Hirth Günther Mohrs                  | BMW 2002                   |    |
| 14              | Div. 1 | 59  | Faltz-Alpina Essen               | Rolf Rummel Karl-Heinz Hintz                  | BMW 2002 Ti                |    |
| 15              | Div. 1 | 64  | MSC Münster                      | Siegfried Kagelman Hans Riering               | BMW 1602                   |    |
| 16              | Div. 1 | 40  | Renngemeinschaft MSC Langenfeld  | Klaus Zahn Frank Mayr                         | Alfa Romeo 2000 GTV        |    |
| 17              | Div. 1 | 39  | Edmund Gastes                    | Edmund Gastes Klaus Arendt                    | BMW 2002 TI                |    |
| 18              | Div. 1 | 69  | Franz Heine                      | Franz Heine Armin Reichart                    | Opel Manta 16S             |    |
| 19              | Div. 1 | 96  | Reppekus Tuning Essen            | Friedhelm Croes Rainer Orbach                 | Fiat 128                   | 33 |
| 20              | Div. 1 | 94  | DNRT Marlboro Team               | Jim Vermeulen Arthur van Dedem                | Simca Rallye 1             | 32 |
| 21              | Div. 1 | 67  | Autohaus Kaufmann OHG            | Dieter Götting Werner Rohr                    | VW 1302 S                  |    |
| 22              | Div. 1 | 72  | Karl Fraund                      | Karl Fraund Uwe Reich                         | VW 1302 S                  |    |
| 23              | Div. 1 | 90  | Heinz Schindler                  | Heinz Schindler Günter Weinrank               | NSU 1200 TT                |    |
| 24              | Div. 1 | 98  | Reppekus Tuning Essen            | Udo Plückelmann Volker Grätz                  | Fiat 128 Coupé 1100        |    |
| 25              | Div. 1 | 68  | Sportfahrer Gemeinschaft Köln    | Heiner Müller Friedhelm Przyklenk             | BMW 1602                   |    |
| 26              | Div. 1 | 95  | MSC Sinzig                       | Armin Siefener Hans Frensch                   | Simca Rallye 2             |    |
| 27              | Div. 1 | 57  | Scuderia Säubrenner              | Paul Priebe Michael Minninger                 | Opel Ascona 19S            |    |
| 28              | Div. 1 | 74  | Girolamo Capra                   | Girolamo Capra Angelino Lepri                 | BMW 1602                   |    |
| 29              | Div. 1 | 66  | Heribert Thelen                  | Heribert Thelen Franz Lotzen                  | BMW 1602                   |    |
| 30              | Div. 1 | 78  | Renngemeinschaft MSC Langenfeld  | Ingo Peters Hans-Günter Engels                | Alfa Romeo Giulia Super    |    |
| 31              | Div. 1 | 75  | Team Europa-Möbel                | Helmut Lenze Helmut Döring                    | BMW 1602                   |    |
| 32              | Div. 1 | 100 | Heinz Winz                       | Heinz Winz Siegfried Schnittcher              | Fiat 128                   |    |
| 33              | Div. 1 | 112 | Günter Bobach                    | Günter Bobach Robert Hansen                   | NSU 1000 TTS               | 28 |
| 34              | Div. 1 | 55  | Reppekus Tuning Essen            | Horst Bonefeld Rainer Zweibäumer              | BMW 2002 TI                |    |
| Ausgefallen     |        |     |                                  |                                               |                            |    |
| 35              | Div. 1 | 28  | Autodelta S.p.A.                 | Rolf Stommelen Carlo Facetti                  | Alfa Romeo 2000 GTAm       | 38 |
| 36              | Div. 1 | 31  | Schwabengarage Zakspeed RTL      | Werner Schommers Helmut Koinigg               | Ford Escort RS 1600        | 21 |
| 37              | Div. 2 | 1   | Ford Köln                        | Jackie Stewart Emerson Fittipaldi             | Ford Capri RS 2600 LW      | 17 |
| 38              | Div. 2 | 2   | Ford Köln                        | Dieter Glemser Jochen Mass                    | Ford Capri RS 2600 LW      | 12 |
| 39              | Div. 1 | 42  | GS-Tuning                        | Dieter Basche Manfred Mohr                    | BMW 2002                   | 7  |
| 40              | Div. 2 | 16  | Team Schnitzer Motul             | Vittorio Brambilla Henri Pescarolo            | BMW 3.0 CSL                |    |
| 41              | Div. 2 | 2   | Ford Köln                        | John Fitzpatrick Gérard Larrousse Jochen Mass | Ford Capri RS 2600 LW      |    |
| 42              | Div. 2 | 4   | Pepsi-Cola                       | Jaime Mesia Alberto Ruiz Giménez              | Ford Capri RS 2600         |    |
| 43              | Div. 1 | 108 | Quadriga Treverorum              | Horst Zimmer Harald Zimmer                    | Morris Mini Cooper         |    |
| 44              | Div. 1 | 58  | Koepchen BMW Tuning              | Helmut Kelleners Günter Steckkönig            | BMW 2002                   |    |
| 45              | Div. 2 | 14  | Gartlan Jägermeister-Alpina      | Brian Muir Alain Peltier                      | BMW 3.0 CSL                |    |
| 46              | Div. 1 | 45  | Hans-Lothar Koch                 | Hans-Lothar Koch Hans-Joachim Goerke          | BMW 2002 Ti                |    |
| 47              | Div. 2 | 17  | Herbert Müller Racing            | Herbert Müller Cox Kocher                     | BMW 3.0 CSL                |    |
| 48              | Div. 1 | 33  | GS-Tuning                        | Manfred Reeb Elmar Helmut Clever              | BMW 2002                   |    |
| 49              | Div. 1 | 50  | Karl Richter                     | Karl Richter Kurt Fuchs                       | BMW 2002                   |    |
| 50              | Div. 1 | 51  | Wolfgang Dimmendaal              | Wolfgang Dimmendaal Emil Dimmendaal           | BMW 2002 Ti                |    |
| 51              | Div. 1 | 62  | Faltz-Alpina Essen               | Günther Scherf Wilhelm Urlbauer               | BMW 1600                   |    |
| 52              | Div. 1 | 65  | Hans Dittgen                     | Hans Dittgen Walter Becker                    | BMW 1600/2                 |    |
| 53              | Div. 1 | 73  | Matthes Racing GmbH              | Knut Jäger Jörg Denzel                        | BMW 1600                   |    |
| 54              | Div. 1 | 77  | Motorclub Nordrhein              | Ernst Jüntgen Rolf Kienen                     | BMW 1600                   |    |
| 55              | Div. 1 | 97  | Reppekus Tuning Essen            | Michael Franz Hans Stukenbrock                | Fiat 128 Coupé 1100        |    |
| 56              | Div. 1 | 92  | Alfa Romeo Deutschland           | Hans Hessel Hartwig Bertrams                  | Alfa Romeo 1300 GTA Junior |    |
| 57              | Div. 2 | 19  | Martini BMW                      | Heinz Becker Werner Scheld                    | BMW 3.0 CSL                |    |
| 58              | Div. 2 | 8   | Grab Ford Siegen                 | Rudi Schmidt Roland Starke                    | Ford Capri RS 2600         |    |
| 59              | Div. 2 | 20  | Martini BMW                      | Walter Czadek Werner Scheld                   | BMW 3.0 CSL                |    |
| 60              | Div. 1 | 37  | Steinmetz Automobiltechnik       | Werner Christmann Eckhard Schimpf             | Opel Ascona 19S            |    |
| 61              | Div. 1 | 49  | Otto Kälberer                    | Otto Kälberer Klaus Assmuth                   | Opel Ascona 19S            |    |
| 62              | Div. 1 | 53  | SEEO Motor-Racing                | Sveneric Olsson Alf-Tore Jideteg              | Volvo 142                  |    |
| 63              | Div. 1 |     | Thord Hollström                  | Thord Hollström Gunnar Hesselgren             | BMW 2002                   |    |
| 64              | Div. 1 | 82  | Edgar Gillessen                  | Edgar Gillessen Eric Mandron                  | Alfa Romeo 1300 GTA Junior |    |
| 65              | Div. 1 | 83  | Wolfgang Kirch                   | Wolfgang Kirch Peter Marx                     | Alfa Romeo 1300 GTA Junior |    |
| 66              | Div. 1 | 86  | Trivellato Racing Team           | Manfred Mineif Umberto Grano                  | Fiat 128 Coupé 1300        |    |
| 67              | Div. 1 | 88  | Rhein-Ruhr Racing Team           | Rudolf Welter Peter Niederdränk               | Alfa Romeo 1300 GTA Junior |    |
| 68              | Div. 1 | 89  | Renngemeinschaft Sieglar         | Jochen Schramm Wilfried Schmitz               | NSU 1200 TT                |    |
| 69              | Div. 1 | 99  | Dieter Ebermayer                 | Dieter Ebermayer Herbert Schuster             | Daf 55 Marathon            |    |
| 70              | Div. 1 | 120 | Marabout Racing                  | Maurice Lenaif René Tricot                    | Fiat 128                   |    |
| 71              | Div. 1 | 101 | Kilian Tuning                    | Wolfgang Hansen Helmut Eisenreich             | NSU 1000 TTS               |    |
| 72              | Div. 1 | 102 | FG Köln                          | Hans Sauer Franz Pesch Klaus Edel             | Sunbeam Imp                |    |
| 73              | Div. 1 | 104 | Schmidt-Tuning                   | Gerhard Ebbers Werner Horn                    | NSU 1000 TTS               |    |
| 74              | Div. 1 | 105 | Fa. Peter Zeuner Baubetreuung    | Hagen Arlt Horst Hoier                        | NSU 1000 TTS               |    |
| 75              | Div. 1 |     | Willi Bergmeister                | Willi Bergmeister Peter Ernst                 | NSU 1000 TTS               |    |
| 76              | Div. 1 | 110 | Renngemeinschaft MSC Langenfeld  | Friedhelm Mantz Wolfgang Müller               | NSU 1000 TTS               |    |
| 77              | Div. 1 | 110 | Peter Döring                     | Peter Döring Peter Faubel                     | NSU 1000 TTS               |    |
| Nicht gestartet |        |     |                                  |                                               |                            |    |
| 78              | Div. 1 | 44  | MSC Paffrath                     | Richard Bremmekamp Wolfgang Fischer           | BMW 2002 TI                | 1  |
| 79              | Div. 1 | 29  | Team Schnitzer Motul             | Jörg Obermoser                                | BMW 2002                   | 2  |
| 80              | Div. 1 | 38  | Lothar Wagner                    | Lothar Wagner Eckard Babendenderde            | BMW 2002                   | 3  |
| 81              | Div. 1 | 52  | Richard Peitz                    | Richard Peitz Thomas Betzler                  | BMW 2002                   | 4  |
| 82              | Div. 1 | 76  | Scuderia Vesuvio                 | Cosimo Turizio Ciro Nappi                     | BMW 1600                   | 5  |
| 83              | Div. 1 | 106 | Horst Ranke                      | Horst Ranke Eckhard Casteel                   | Fiat-Abarth 1000 TCR       | 6  |
| 84              | Div. 1 | 107 | Detlef Hendricks                 | Detlef Hendricks Peter Wiechert               | Sunbeam Imp                | 7  |
| 85              | Div. 1 | 32  | Schwabengarage Zakspeed RTL      | Hartmut Kautz Thomas Betzler                  | Ford Escort RS 1600        | 8  |

1 nicht gestartet
2 nicht gestartet
3 nicht gestartet
4 nicht gestartet
5 nicht gestartet
6 nicht gestartet
7 nicht gestartet
8 nicht gestartet

### Nur in der Meldeliste
Hier finden sich Teams, Fahrer und Fahrzeuge, die ursprünglich für das Rennen gemeldet waren, aber aus den unterschiedlichsten Gründen daran nicht teilnahmen.
| Pos. | Klasse | Nr. | Team                               | Fahrer                         | Chassis               |
| ---- | ------ | --- | ---------------------------------- | ------------------------------ | --------------------- |
| 86   | Div. 2 | 18  | Heinz-Jürgen Grewe                 | Heinz-Jürgen Grewe Ralf Werner | BMW 3.0 Si            |
| 87   | Div. 2 | 21  | Anmälare STP Corporation of Sweden | Rune Toblasson Gunnar Norström | BMW 3.0 CSL           |
| 88   | Div. 2 | 22  | BMW-Faltz Alpina Tuning Essen      |                                | BMW 3.0 CSL           |
| 89   | Div. 2 | 23  | Michael Barretta                   | Michael Barretta               | Chevrolet Camaro      |
| 90   | Div. 2 | 24  | Richard Kerin                      | Richard Kerin Max Lanz         | Ford Mustang          |
| 91   | Div. 2 | 25  | Hans Schnurbusch                   | Hans Schnurbusch               | BMW 2500              |
| 92   | Div. 1 | 34  | Alfa Romeo Deutschland             | Dieter Weizinger Dieter Gleich | Alfa Romeo            |
| 93   | Div. 1 | 35  | Jörg Obermoser Eurorace GRD        | Jörg Obermoser                 | Ford Escort I 1600 RS |
| 94   | Div. 1 | 36  | Werner Christmann                  | Werner Christmann              | Alfa Romeo Alfetta    |

### Klassensieger
| Klasse | Fahrer             | Fahrer        | Fahrzeug             | Platzierung im Gesamtklassement |
| ------ | ------------------ | ------------- | -------------------- | ------------------------------- |
| Div. 2 | Hans-Joachim Stuck | Chris Amon    | BMW 3.0 CSL          | Gesamtsieg                      |
| Div. 1 | Spartaco Dini      | Carlo Facetti | Alfa Romeo 2000 GTAm | Rang 4                          |

### Renndaten
- Gemeldet: 94
- Gestartet: 77
- Gewertet: 34
- Rennklassen: 2
- Zuschauer: 80.000
- Wetter am Renntag: wolkig und trocken
- Streckenlänge: 22,835 km
- Fahrzeit des Siegerteams: 6:03.06,500 Stunden
- Gesamtrunden des Siegerteams: 42
- Gesamtdistanz des Siegerteams: 959,070 km
- Siegerschnitt: 168,500 km/h
- Pole Position: Niki Lauda – BMW 3.0 CSL (#15) – 8:17,800 = 165,300 km/h
- Schnellste Rennrunde: Niki Lauda – BMW 3.0 CSL (#15) – 8:21,300 = 164,000 km/h
- Rennserie: 4. Lauf zur Tourenwagen-Europameisterschaft 1973